# 反社会的行動

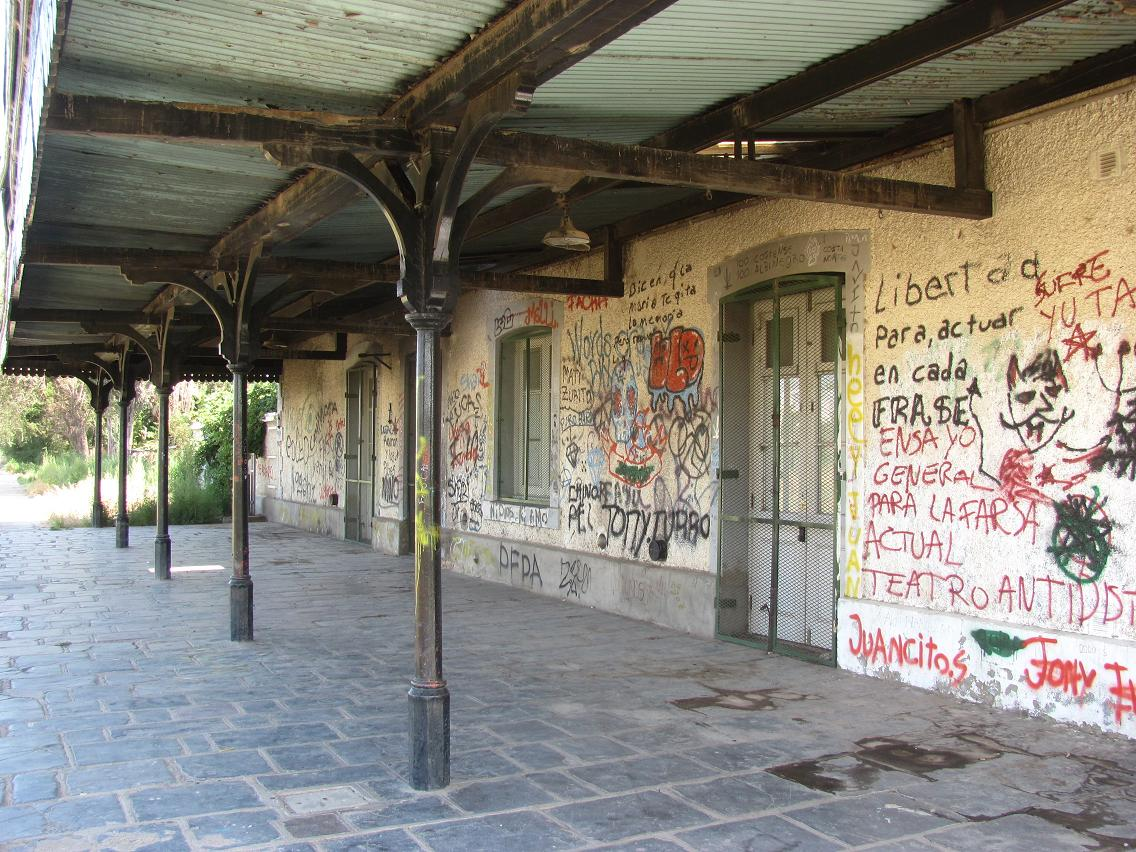
ヴァンダリズム

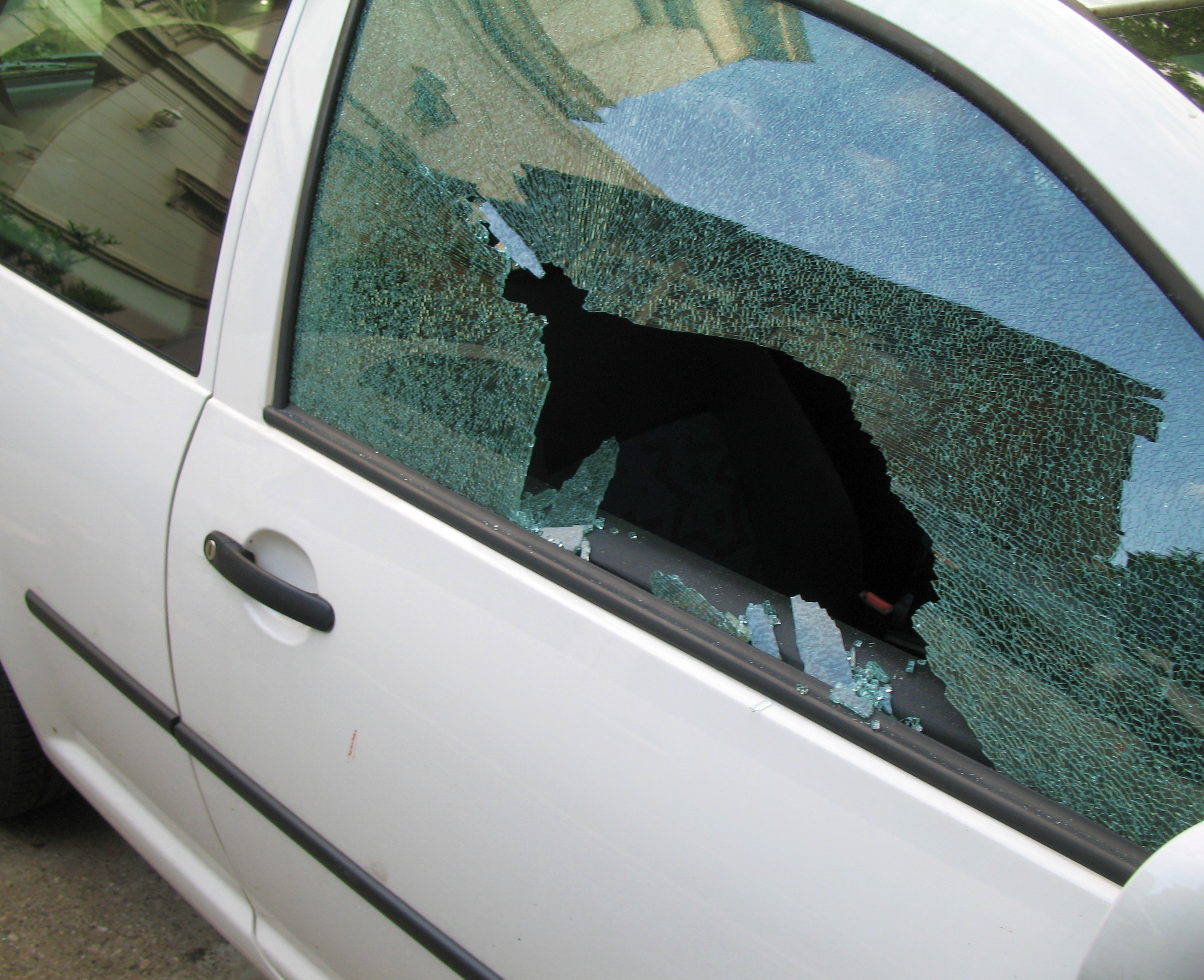
車両窃盗

反社会的行動（はんしゃかいてきこうどう、Anti-social behaviour）は、青少年の問題行動の一つとして語られる社会的規範から逸脱した行動。既存の規則に対する挑戦的な態度が最大の特徴である。原因として、行為障害(CD)、パーソナリティ障害を挙げることも少なくない。
アメリカ精神医学会のDSMでは、継続する反社会的行動を反社会性パーソナリティ障害(Antisocial personality disorder)、世界保健機関のICDではF60.2非社会性パーソナリティ障害（Dissocial personality disorder）としている。行為障害である場合には反社会性パーソナリティ障害は除外される。

## 発生の背景
成人では、政治、宗教などの信条に基づいて、周囲の社会に対して反社会的な活動を展開するなどのケースもあり、青少年の場合と一律には語れない。青少年の場合、これはその社会の法律や習慣、社会規範に明らかに反し、逸脱しているとされるような行為のことで、犯罪行為、少年非行に類した行為のことをいう。類したもので、非社会的行動、向社会的行動、トゥレット障害などの神経性習癖などがあり、これらと区別して、特に他者に迷惑、危害、不安を及ぼすようなものから、飲酒、喫煙、家出、盛り場徘徊、不純異性交遊、薬物乱用・刺青などまで被害者が明確ではないものまでをいう。多いものは、盗み、暴力、家出、虚言など。
反社会的行動の出現は、青年期の第二反抗期に一時的に親や大人たちからの独立心の表れと相まって一時的に出てくる場合などがあるが、深刻なものはそれが生涯にわたり継続していくケースである。そういうケースの背景としては、特に男性の場合ジェンダー問題、親からの虐待、とりわけネグレクト、貧困、社会的に恵まれない成育環境などがあるといわれる。これは、日本でも欧米でも共通で、欧米の場合、さらに社会的なマイノリティの出身であることなども影響するという識者もある。ただし、これには公安関係者のバイアスだとする声もある。

## 統計
行為障害を原因とする反社会的行動は、児童青年期において最も多くみられる精神と行動の問題である。類似した症状で反社会性パーソナリティ障害があるが、行為障害である場合には除外される。行為障害の段階で適切な治療を受けなかった人物は反社会性パーソナリティ障害に移行することが多い。
英国国家統計局によれば、1999-2004年にかけての5-16歳における行為障害の有病率は5%であった。2004年の英国調査では、非行によって児童保護プログラムに登録された子供の約40%に行為障害が確認された。
行為障害は、児童青年が児童青年精神保健サービス（CAMHS）に紹介される最も一般的な理由である。英国では、児童総合診療医への受診者の30%は行動問題についてであり、地域児童保健サービスへの受診者の45%は行動問題について、小児科外来受診の28%は精神問題についてであった。

## 対応策
社会への復讐を目的とした犯罪行為を未然に防止する対策としては、その子の置かれている不利な生活環境の改善と、すでに学校を卒業としていれば、適切な雇用機会を提供すること。またその子に支持的な環境、その子を受容し、助言できるような人間関係、いいかえれば、ポジティヴな仲間集団をまわりにつくれるよう努めることが有効だといわれている。

### 認知行動療法
認知行動療法(CBT)は、反社会的行動への対応において、効果性が高く、根拠に基づいた治療法であるとされる。この種の治療法は、個人が社会的状況をどう認識し、どう行動するかを変化させることに焦点を置く。とりわけ特に攻撃的な反社会的行動をする個人は、誤った社会的認識（敵意帰属バイアスなど）をしている傾向があり、これはネガティブな方向への行動結果をまねくものである。またCBTは、青年などにはさらに効果があり、小さな児童には効果が劣ることが判明している。
CBTの一種である社会的問題解決力トレーニング(PSST)は、個人がどのように社会的環境を考え、その結果どう振る舞うかを理解し修正していくことを目的としている。このトレーニングでは、順を追ってセラピー外で起こる問題への潜在的な解決法を評価する技術を学び、さらに物理的暴力を避けてポジティブな問題解決法を作成し、紛争を解決する方法を学ぶ。

## 「反社会性」理論と差別

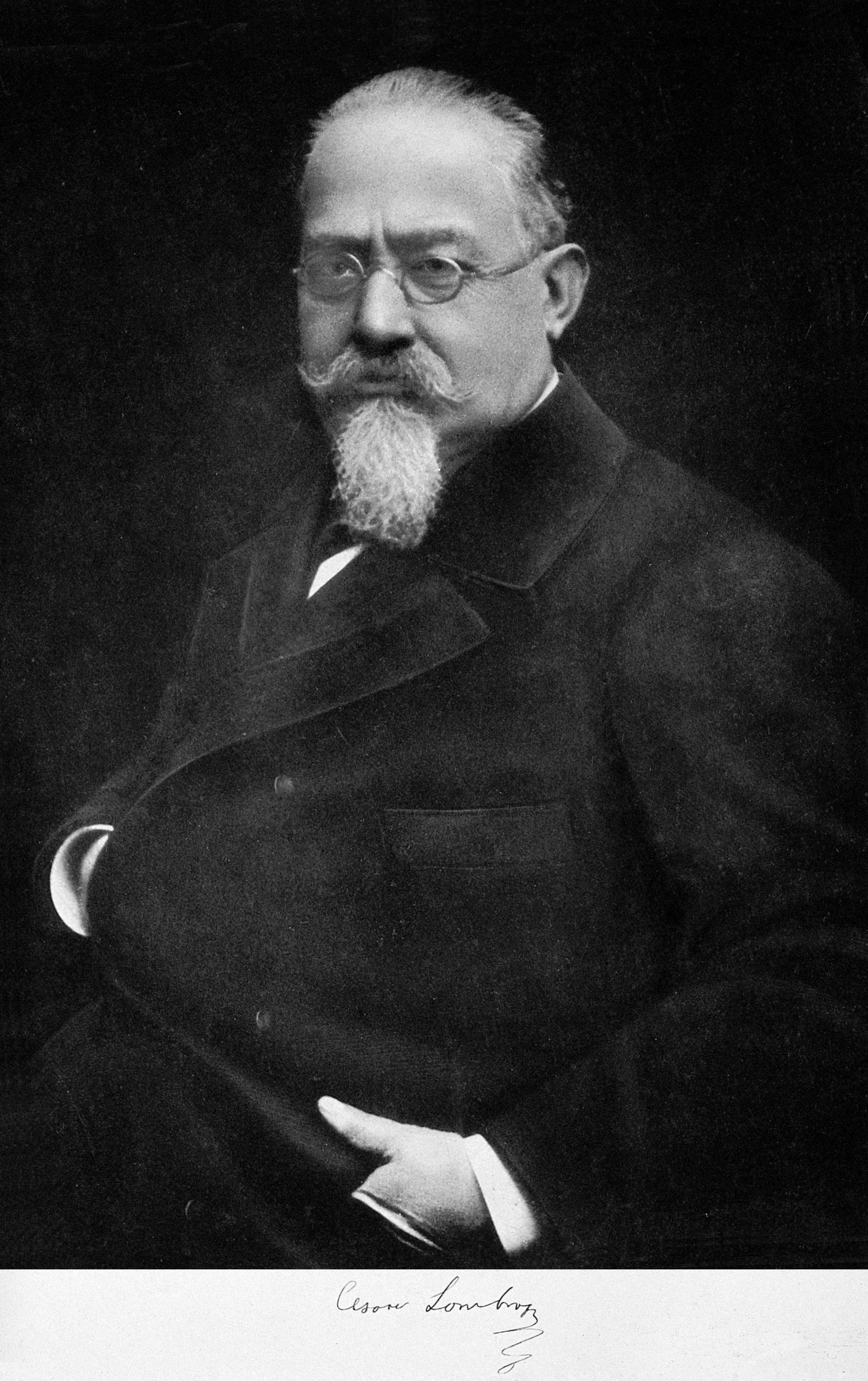
チェーザレ・ロンブローゾ

マジョリティ（多数派）集団社会の価値観に基づいて「反社会性」理論を一方的に定義した結果、特定の集団に対する不当な差別が引き起こされてきた歴史が存在する。
19世紀にイタリアユダヤ人のチェーザレ・ロンブローゾは、脳が生物的に退化し罪を犯しやすい精神的気質を持つ「生来性犯罪者」という概念を提唱した。「生来性犯罪者」は骨相学や観相学に基づき身体的特徴から判別できるとした。ロンブローゾは罪を犯す危険性が高い「生来性犯罪者」を罪を犯す前に事前に識別し、社会から隔離しておくのが良いとした。ロンブローゾは同性愛者も当代のヨーロッパ人よりも何世代も前の未開・野蛮な状態に先祖返りしており、そのため同性愛という異常行動に走るのだ、と説明した。
ロンブローゾは、南イタリア人は「生来性犯罪者」が多いと論じた。19世紀にイタリア統一運動が勃興したが、南イタリアを統治する両シチリア王国（シチリア・ブルボン朝）のフランチェスコ2世やローマ教皇ピウス9世はそれに否定的な態度だった。ジュゼッペ・ガリバルディによって両シチリア王国が征服されイタリア王国が成立すると、統治するブルボン朝への崇敬の念が強く、また熱心なキリスト教信者が多い南イタリアでは、それに抵抗するデモや反乱・ブリガンテ（「山賊」「匪賊」と和訳される）の活動が活発化した。元々北イタリア人は南イタリア人を蔑視していたが、それらによって「野蛮な南部」という差別感情がさらに増幅された。統一政府はそれらを一律に「山賊」と呼んで弾圧した
（→イタリア統一運動#南部問題の発生を参照）。
イタリア王国宰相のカミッロ・カヴールは南イタリアを「イタリアで最も腐敗した地域」と呼んだ。
ロンブローゾ学説は南部差別に論理的根拠を与えた。ロンブローゾは数多くの犯罪者の検視に立ち会ったが、ロンブローゾ本人の言によれば「生来性犯罪者」理論はブリガンテの遺体の検視に立ち会ったときに思いついたものであるという。ロンブローゾはイタリア北部住民と南部住民では「人種」に違いがあり、「金髪」の人物が多い北部では犯罪発生率が少なく、「金髪」の人物が少ない南部では犯罪発生率が多いと論じた。
ロンブローゾに師事したエンリコ・フェリはロンブローゾ学説を発展させ「生まれながらの犯罪者」という概念を強調した。フェリは、北部住民はゲルマン人・スラブ人・ケルト人の血を引き、南部住民はアラブ人・フェニキア人・ギリシャ人の血を引いているが、南部住民はアフリカやオリエントの血統を引いているがゆえに犯罪率が高く、犯罪者が多いと論じた。ロンブローゾ学説の流れを汲むアルフレード・ニチェーフォロは、南部住民は罪を犯しやすい精神的気質と野蛮さゆえブリガンテやマフィア・カモッラなどの凶悪犯罪者集団を生み出してきたと論じた。そして南部住民のそれらの精神的気質を治療するためには北イタリア人による南部の「文明化」が必要だと訴えた。
皮肉にもナショナリズムによる国民統合を訴えるムッソリーニのファシスト党の全体主義体制下で、国民の分断を煽るロンブローゾ学説に基づく南部差別の論説を公言することが制限され、それは退潮した。しかし北イタリア人の南部に対する差別感情は残り、心理学者のバッタッキ（Marco Walter Battacchi）は1959年段階で北イタリア人が未だに南部に対する差別感情を抱いていることを自著で述べている。